# Bellingham (Massachusetts)
Pour les articles homonymes, voir Bellingham.
Bellingham est une municipalité du Comté de Norfolk au Massachusetts, fondée en 1713.
Sa population était de 16 332 habitants en 2010.

## Localisation
| Milford Hopedale          | Milford / Medway          | Medway                    |
| Mendon Blackstone         | Bellingham                | Franklin Wrentham         |
| Woonsocket (Rhode Island) | Cumberland (Rhode Island) | Cumberland (Rhode Island) |